# Csintalan Sándor
Csintalan Sándor (Cegléd, 1954. október 5. –) magyar politikus, televíziós, rádiós műsorvezető. 1994 és 2002 között országgyűlési képviselő volt. Ezen kívül ismert még a Hír TV-n és Lánchíd Rádión vezetett betelefonálós műsorairól.

## Családja
Édesapja, Csintalan Sándor (1921) buszvezető volt a BKV-nál, édesanyja, Reznák Ilona (1931) szintén a közösségi közlekedésben kezdett el dolgozni villamosvezetőként, ezután háztartásbeli volt, majd 1970-től a Csemege Kereskedelmi Vállalatnál dolgozott pénztárosként és eladóként.
Csintalan Sándornak egy testvérhúga van, az 1961-ben született Katalin. 1996-ban keltezett életrajza szerint Csintalan Sándor elvált, két gyermeke van, az 1982-ben született Nóra és a négy évvel fiatalabb Márton, de van egy Vincze Emília nevű lánya is, aki a Fidelitas nevű ifjúsági szervezetben politizált, majd a Pesti TV-nél kezdett dolgozni.

## Élete

### Tanulmányai
Gyermekkorát édesanyjával a ceglédi nagyszülőknél töltötte, mivel ekkortájt a családnak csak egy egészségtelen, vizes pincelakása volt Pesten. Az általánost már Budapesten végezte és a Berzsenyi Dániel Gimnáziumban érettségizett. Ezután két évig jórészt alkalmi munkás volt, segédmunkás gyárban, metróépítkezésen, az Országos Pedagógiai Könyvtár és Múzeumban. 1975-től két évig a Kossuth Lajos Főiskolára járt, de letett arról, hogy felderítő legyen és Egerben a Ho Si Minh Tanárképző Főiskola kihelyezett tagozatára iratkozott be, ahol egy év után levelezőként folytatta. 1981-ben magyar-történelem szakos általános iskolai tanárként végzett. A tanári oklevél megszerzése után hivatását egy csepeli általános iskolában csak néhány hónapig gyakorolta.

### Politikai pályája
Már az egri főiskolán KISZ-titkár volt, az állampárti MSZMP-be 1977-ben lépett be. Mint az Országgyűlés honlapján közzétett, 1996-os keltezésű életrajzában közölte: „Politizálása családi indíttatású volt”.
1982 februárjában a KISZ Központi Bizottsága Értelmiségi Fiatalok Tanácsa pedagógus-munkabizottságának, 1986-tól az MSZMP XIII. kerületi pedagógus-pártbizottságának lett a titkára. KISZ-alkalmazottként egyik szervezője volt az ifjúsági parlamentek közoktatási ágazatának. 1987 és 1990 márciusa között a SZOT apparátusában volt munkatárs, illetve az MSZOSZ-nél megbízott osztályvezető. Az MSZOSZ-hez Kósáné Kovács Magda felkérésére került. 1989-ben belépett a Magyarországi Szociáldemokrata Pártba (MSZDP). Nem sokkal később az MSZDP-t otthagyta és 1990 májusában belépett az MSZP-be. Rövid munka nélküli periódus után az MSZP társadalompolitikai osztályvezetője, pártalkalmazott lett: érdekképviseletekkel, munkaügyi kérdésekkel foglalkozott. 
Az MSZP országos elnöksége tagja lett, 1994 októberében a párt ügyvezető alelnöke, 1996. március 30-ától elnökségi tag, a társadalmi kapcsolatokért felelős ügyvivő lett. Az 1994-es választáson a 13. számú Budapesti választókerületből (IX. kerület – XX. kerület), a második fordulóban 50,55%-ot szerezve jutott az Országgyűlésbe, legyőzve az SZDSZ-es Szolnoki Andreát és az MDF-es Kis Gyulát. 1995. január 31-éig az Országgyűlés foglalkoztatási és munkaügyi állandó bizottságának tagja volt, 1997 szeptemberétől a gazdasági bizottság tagja. 1998-ban választókerületében újraválasztották, a helyhatósági választásokon III. kerületi polgármesterjelöltként azonban alulmaradt Tarlós Istvánnal szemben.
1999-től egyre inkább háttérbe vonult: „…úgy döntöttem, hogy itt nekem bajaim vannak az én pártom elitjével, pedig hol volt ez még a mostani elittől…” – mondta el egy 2005-ben készült interjúban. Ugyanitt Gyurcsány Ferenc miniszterelnökre és körére utalva ezt mondta: „van egy egészséges baloldal, van egy többé-kevésbé egészséges szocialista párt és azt lepték el a szörnyecskék.”
A politikától a parlamenti ciklus végén visszavonult és kocsmát nyitott a Lehel téri piacon.
2007-ben belépett a Fideszbe, majd 2017-ben elhagyta azt, bár állítása szerint már 2013-ban megszakadt a kapcsolata a párttal.
2023 júniusában bejelentette, hogy visszalép az MSZP-be.

### Televíziós pályája
Csintalan 2007 és 2011 között, az akkoriban Fidesz-közeli Hír TV-ben vezette legelső betelefonálós műsorát, a hétköznap esténként jelentkező Vonalban-t. Később, az időközben a Fidesz-KDNP kormánnyal szemben kritikussá vált Hír TV-n újra kapott felületet betelefonálós műsorai számára: 2017 őszétől a 180 fok, majd 2018-ban Tantusz címmel vezethette interaktív betárcsázós műsorát. 2018. augusztus 1-jén – a Hír TV tulajdonosváltásával összefüggésben – a csatorna képernyőjén az alábbi közlemény jelent meg: Kálmán Olga és Csintalan Sándor műsorait mától nem láthatják a Hír Televízió képernyőjén.
2015 elejétől annak megszűnéséig (2018. április) a Lánchíd Rádió Esti hídfő című műsorának vezetője.
A szárnyra kelt feltételezésekkel ellentétben nem volt tulajdonosa a Hír TV-nek.
A Magyar Hang Kötöttfogás című online műsorának állandó vendége.

### Megveretése
2007. december 11-én négy támadó vasrudakkal óbudai háza garázsában összeverte és pénzt vett el tőle, fej- és kézsérülésekkel kórházba került. A támadást az általa műsoraiban gyakran bírált szélsőjobboldali csoportoknak tulajdonította, a támadást később a magát Magyarok Nyilai Nemzeti Felszabadító Hadseregnek nevező szervezet vállalta magára. A rendőrség ötmillió forintos nyomravezetői díjat tűzött ki.
A megveretés előzménye Simón Peresz izraeli államfő beszédéhez köthető, amelyben azt mondta, hogy Izrael fölvásárolja többek között Magyarországot. Csintalan a műsorában nem ismerte el a beszéd hitelességét, nácinak nevezte a szöveget fordító Hering József újságírót (aki később pert indított ellene). A műsorában bejelentette, hogy a Hősök terén megeszi a cipőjét és kasztráltatja magát, ha Peresz tényleg ezt mondta. A kuruc.info később többször is számonkérte rajta a cipőevést, feltételezésük nyomán a TV-ben elhangzottak lehettek megveretés okai. Csintalan a megveretése után is azt nyilatkozta, hogy kételkedik a kijelentésben, és megpróbálja személyesen tisztázni az ügyet Peresszel. Véleménye szerint elképzelhető, hogy a megverése mögött „hatalmi oligarchiák” is állhatnak, amivel a magyar baloldalra célzott.
A feltételezett támadókat 2009 októberében tartóztatta le a magyar rendőrség. Az elfogott négy gyanúsított a Magyarok Nyilai Nemzeti Felszabadító Hadsereghez tartozik, közülük kettő nő.

## Üzleti, civil megbízásai
1992-től 1995 elejéig a Kossuth Kereskedőház Kft. felügyelő bizottsági tagja volt, 1991-ben alapító kuratóriumi tag lett a Munkás-képviseleti Alapítványban, 1994-ben a Vízimentők és az Életmentők Egyesülete elnökévé választották.
Földi László leváltása után 2002-ben Csintalan lett az ügyvezető igazgatója és egyes tudósítások szerint résztulajdonosa a Defend Security Kft. őrző-védő cégnek.

### Állítólagos szerepe az olajbűnözésben
Az 1990-es évek magyarországi olajbotrányaiban érintett, kizárólag MSZP-s politikusok által vezetett és felügyelt Kossuth Kereskedőház Kft. (amelynek 1992 áprilisáig Apró Piroska, Gyurcsány Ferenc későbbi anyósa is résztulajdonosa volt) állt az MSZP-s vagy MSZP-hez köthető személyek olajüzleteinek többsége mögött. A cég tevékenységeinek akadozásakor állítólag mindig Csintalan járt el, hogy „rendben menjenek a dolgok”. Csintalan ezzel szemben azt állítja, hogy nevét az ezt bizonyító papírokra ráhamisították és azok alapján megrágalmazták.